# Provinzialtag (Hessen)
Der Provinzialtag (umgangssprachlich auch Provinziallandtag genannt) war die Volksvertretung auf Provinzebene im Großherzogtum und im Volksstaat Hessen. Das Großherzogtum Hessen setzte sich aus drei Provinzen zusammen: Oberhessen, Starkenburg und Rheinhessen. Jede dieser Provinzen erhielt 1874 einen Provinzialtag.

## Vorgeschichte

### Provinzialrat von 1818 in Rheinhessen
Im Gegensatz zu den beiden anderen Provinzen war Rheinhessen erst 1816 zum Großherzogtum gekommen und bis 1814 mehr als zwei Jahrzehnte Teil Frankreichs gewesen. Aus der Tradition des Départementsrats und aufgrund der Zusage von Großherzog Ludewig I., die bestehenden Einrichtungen möglichst unangetastet zu lassen, wurde 1818 ein Provinzialrat für Rheinhessen geschaffen. Er trat in den Jahren 1818 bis 1820 drei Mal zusammen, wurde offiziell nie aufgelöst, sondern danach nicht mehr einberufen, weil im Dezember 1820 die Verfassung des Großherzogtums Hessen in Kraft trat, die mit den Landständen des Großherzogtums Hessen eine weit mächtigere Vertretung der Bürger gegenüber dem Großherzog schuf, als es der rheinhessische Provinzialrat gewesen war.
In den beiden anderen Provinzen gab es keine vergleichbaren Einrichtungen.

### 1848 und die Folgen
Die Revolution von 1848 im Großherzogtum Hessen hatte auch eine Verwaltungsreform zur Folge: Die drei Provinzen wurde aufgelöst und durch 10 Regierungsbezirke ersetzt. Die Regierungsbezirke erhielten Bezirksräte als Volksvertretungen.
Nach dem Sieg der Reaktion wurde all dies 1852 wieder abgeschafft, 1853 aber Bezirksräte auf Kreisebene eingerichtet, mit Zensuswahlrecht. Die Provinzen erhielten keine Volksvertretungen, hatten allerdings auch nur geringe Restkompetenzen, die „nebenher“ von den Kreisräten der Provinzhauptstädte mit erledigt wurden.

## Provinzialtage

### Großherzogtum
Vertretungskörperschaften auf Kreis- und Provinzebene wurden durch die hessische Kreis- und Provinzialordnung vom 12. Juni 1874 eingeführt. Die Kreistage wurden zu einem Drittel von den 50 höchstbesteuerten Bürgern im Kreis (in den Kreisen Darmstadt, Mainz, Offenbach und Worms waren es die 100 Höchstbesteuerten) gewählt, die anderen zwei Drittel in indirekter Wahl von den Gemeinderäten des Kreises.
Die Mitglieder des Provinzialtages wurden auf 6 Jahre gewählt. Alle drei Jahre wurde die Hälfte der Mitglieder neu gewählt. Vorsitzender des Provinzialtags war der vom Großherzog ernannte Provinzialdirektor.
Der Provinzialtag entschied über das Budget der Provinz und über alle Selbstverwaltungsangelegenheiten der Provinz. Der Provinzialtag wählte den Provinzialausschuss aus 8 Mitgliedern. Die Landesregierung hatte das Recht, zusätzlich ein Mitglied zu bestimmen, dass die Befähigung zum Richteramt haben musste. Auch die Amtszeit des Provinzialausschusses betrug 6 Jahre und auch hier wurde die Hälfte der Mitglieder alle drei Jahre neu gewählt.
Der Provinzialausschuss hatte neben den Aufgaben der allgemeinen Provinzverwaltung die Aufgabe der Kommunalaufsicht über die Kreise der Provinz und die eines Verwaltungsgerichtes erster und zweiter Instanz.
Der Provinzialtag war ein Honoratiorenparlament. Daran änderte auch die Modernisierung der Kreis- und Provinzialordnung 1911 nichts. Kern dieses Gesetzes war eine genauere Definition der Kompetenzen der Provinzialgremien.

### Volksstaat Hessen
Nach der Novemberrevolution und dem Wechsel vom Großherzogtum zum Volksstaat Hessen erfolgte eine Demokratisierung der Provinzialtage. Die Wahl erfolgte nun in direkter freier und gleicher Wahl durch die Bürger der jeweiligen Provinzen. Erstmals waren auch Frauen wahlberechtigt. Die Mitglieder der Provinzialtage wurden nach den Grundsätzen der Verhältniswahl für jeweils drei Jahre gewählt.

### Gleichschaltung
Nach der Machtergreifung der Nationalsozialisten 1933 wurde aufgrund des Gleichschaltungsgesetzes in Hessen die Verordnung über die Neubildung der gemeindlichen Selbstverwaltungskörperschaften erlassen. Danach wurden die frei gewählten Mitglieder der Provinzialtage durch Mitglieder ersetzt, die sich nach dem Stand der Mitglieder des am 5. März 1933 – schon nicht mehr demokratisch – gewählten Reichstags ergaben. Die damit jeder Wirkungsmöglichkeit beraubten Provinzialtage wurden 1936 aufgelöst und ihre Aufgaben den Provinzausschüssen übertragen.

## Epilog
Keiner der beiden Regierungsbezirke, die nach dem Zweiten Weltkrieg die Nachfolge der mittleren Verwaltungsebene auf dem Gebiet des vormaligen Volksstaates Hessen antraten, erhielt wieder eine Volksvertretung, weder der Regierungsbezirk Darmstadt (Hessen) noch der Regierungsbezirk Rheinhessen (Rheinland-Pfalz).